# Mintons bosvalk
De Mintons bosvalk (Micrastur mintoni) is een roofvogel uit de familie van de Falconidae (Valkachtigen). Deze vogel is genoemd naar de Brits-Australische ornitholoog Clive Minton (1934-2019).

## Verspreiding en leefgebied
Deze soort komt voor van het oostelijk Amazonebekken, zuidelijk tot Bolivia.